# Alejandro Tinsly
Alejandro Tinsly Prieto (Valparaíso, 17 de mayo de 1895-Santiago, 24 de julio de 1961) fue un abogado y político chileno. Se desempeñó como ministro de Economía y Comercio de su país durante el gobierno del presidente Juan Antonio Ríos entre octubre de 1944 y mayo de 1945.

## Familia y estudios
Nació en Valparaíso, el 17 de mayo de 1895, hijo de Alejandro Tinsly Gallardo y de Ester Prieto Suárez.
Realizó sus estudios primarios en el Liceo de Hombres de Valparaíso y los superiores en el Curso de Leyes de la Universidad de Chile en la misma ciudad. Juró como abogado en 1918. Durante su paso por la universidad fue presidente de la Federación de Estudiantes de la Universidad de Chile (FECh).
Se casó con Ana Isabel Lagunas Arriagada, con quien tuvo cuatro hijos.

## Carrera profesional y pública
Se desempeñó como profesor del Curso de Leyes de Valparaíso, y como abogado de Grace y Cía. y de la Sociedad Imprenta y Litografía Universo. También fue auditor de guerra de la II División del Ejército de Chile, redactor de El Mercurio y de la revista Zig-Zag.
Fue director fundador de la Compañía Chilena de Celulosa y Papel, presidente del Consejo de la Central de Leche, vicepresidente ejecutivo de la Caja de Seguro Obrero, fiscal de la Caja Nacional de Ahorros y director de la Industria Azucarera Nacional S.A.
Fue ministro de Economía y Comercio entre 1944 y 1945, durante el gobierno del presidente radical Juan Antonio Ríos.